# Martin Doherty
Martin Doherty (Clydebank, Escocia, 24 de diciembre de 1982) es un músico, productor y cantante británico, miembro del trío de synthpop Chvrches.

## Biografía
Antes de la formación de Chvrches, Doherty fue miembro de gira de The Twilight Sad. También fue el líder de la banda de rock Julia Thirteen, fundada en 1999 y disuelta en 2006. Conoció y se hizo amigo de su futuro compañero de Chvrches Iain Cook en 2004, mientras asistía a la Universidad de Strathclyde. El propio Cook decidió producir el primer EP de Julia Thirteen, antes de que Doherty abandonase el proyecto para sumarse a la banda de Cook, Aereogramme, en 2007.
Tanto en The Bones of What You Believe como en concierto, Doherty se encargó de realizar la voz principal en las canciones «Under the Tide» y «You Caught the Light», en esta última además aparece tocando el bajo. 
En las primeras actuaciones de la canción «We Sink», Doherty se presentó como el vocalista principal, aunque la cantante Lauren Mayberry asumiría más tarde ese papel a tiempo completo. El segundo álbum de Chvrches, Every Open Eye, tiene a Doherty como voz principal en las canciones «High Enough to Carry You Over» y «Follow You», este último incluido como bonus track en la versión deluxe del álbum. Aunque inicialmente estaba excluida de la lista de tema para la gira de Every Open Eye, «High Enough to Carry You Over» hizo su debut en vivo el 13 de marzo de 2016 el Teatro Riviera en Chicago, Illinois.

## Discografía
Con Julia Thirteen
- With Tired Hearts EP (2006)

Con Aereogramme
- My Heart Has a Wish That You Would Not Go (2007)

Con The Twilight Sad
- Forget the Night Ahead (2009)

Con Chvrches
- The Bones of What You Believe (2013)
- Every Open Eye (2015)
- Love Is Dead (2018)
- Screen Violence (2021)